# Carl Ericson (skådespelare)
Carl Ruben Ericson, född 18 mars 1885 i Eskilstuna, död 3 januari 1970 i Matteus församling i Stockholm, var en svensk skådespelare.
Ericson scendebuterade 1908. Han var engagerad vid ett flertal olika resande teatersällskap, bland annat vid Carl Engströms folkparksturné sommaren 1908, Bodén-Engdahls Finlandsturné 1909 och Allan Rydings Finlandsturné 1917–1919.
Vid de fasta scenerna i Stockholm var han engagerad vid Alhambrateatern 1909–1912, Folkets hus teater 1917–1918 och 1932–1938, Folkteatern 1919–1926 och Odeonteatern 1938–1940. Karl Gerhard engagerade honom flitigt som revyskådespelare.
Ericson är begravd på Norra begravningsplatsen utanför Stockholm.

## Filmografi
- 1922 – Vem dömer
- 1923 – Andersson, Pettersson och Lundström
- 1924 – Gösta Berlings saga
- 1928 – Gustaf Wasa del I
- 1928 – Från kyffen till hälsobostäder
- 1931 – En kärleksnatt vid Öresund
- 1932 – Lyckans gullgossar
- 1933 – Pettersson & Bendel
- 1933 – Hälsingar
- 1933 – Bomans pojke
- 1933 – Augustas lilla felsteg
- 1934 – Atlantäventyret
- 1934 – En stilla flirt
- 1935 – Ebberöds bank
- 1935 – Tjocka släkten
- 1935 – Larsson i andra giftet
- 1935 – Skärgårdsflirt
- 1936 – Intermezzo
- 1937 – Häxnatten
- 1938 – På kryss med Albertina
- 1938 – Vi som går scenvägen
- 1938 – Med folket för fosterlandet
- 1939 – Efterlyst
- 1939 – Mot nya tider
- 1939 – Den modärna Eva
- 1940 – Hennes melodi
- 1940 – Stål
- 1940 – Den blomstertid
- 1940 – Vi tre
- 1940 – Vi Masthuggspojkar
- 1940 – Karl för sin hatt
- 1941 – Tänk, om jag gifter mig med prästen
- 1941 – Nygifta
- 1941 – Lasse-Maja
- 1941 – Göranssons pojke
- 1941 – Fransson den förskräcklige
- 1941 – Gentlemannagangstern
- 1941 – Söderpojkar
- 1941 – Spökreportern
- 1942 – Vårat gäng
- 1942 – I gult och blått
- 1942 – En äventyrare
- 1942 – Sexlingar
- 1942 – General von Döbeln
- 1942 – Doktor Glas
- 1942 – Fallet Ingegerd Bremssen
- 1942 – Flickan i fönstret mitt emot
- 1942 – Man glömmer ingenting
- 1942 – Ta hand om Ulla
- 1942 – Tre skojiga skojare
- 1943 – Aktören
- 1943 – Brödernas kvinna
- 1943 – Aktören
- 1943 – Det spökar - det spökar ...
- 1943 – Flickan är ett fynd
- 1943 – Herre med portfölj
- 1943 – Hon trodde det var han
- 1943 – I brist på bevis
- 1943 – Kajan går till sjöss
- 1943 – Kungsgatan
- 1943 – När ungdomen vaknar
- 1944 – Skeppar Jansson
- 1944 – Fattiga riddare
- 1944 – Vår Herre luggar Johansson
- 1944 – Flickan och Djävulen
- 1944 – Snöstormen
- 1944 – Stopp! Tänk på något annat
- 1945 – Den glade skräddaren
- 1945 – I som här inträden
- 1945 – Barnen från Frostmofjället
- 1945 – Fram för lilla Märta
- 1945 – Jagad
- 1946 – Hotell Kåkbrinken
- 1946 – 91:an Karlsson. "Hela Sveriges lilla beväringsman"
- 1946 – Bröder emellan
- 1946 – Det är min modell
- 1946 – Försök inte med mej ..!
- 1947 – Folket i Simlångsdalen
- 1947 – Livet i Finnskogarna
- 1947 – Onda ögon
- 1948 – Loffe på luffen
- 1949 – Lång-Lasse i Delsbo
- 1950 – Rågens rike
- 1952 – Åsa-Nisse på nya äventyr
- 1952 – Kalle Karlsson från Jularbo
- 1952 – När syrenerna blomma
- 1953 – Kungen av Dalarna
- 1953 – Barabbas
- 1953 – Ursula – flickan i finnskogarna
- 1955 – Danssalongen
- 1955 – Finnskogens folk

## Teater

### Roller (ej komplett)
| År   | Roll                                 | Produktion                                                                                  | Regi                | Teater                          |
| ---- | ------------------------------------ | ------------------------------------------------------------------------------------------- | ------------------- | ------------------------------- |
| 1907 | Johan                                | Din nästas hustru (Des nächsten Hausfrau) Julius Rosen                                      |                     | Carl H Engströms teatersällskap |
| 1908 |                                      | Lyckoflickan (La Mascotte) Edmond Audran                                                    |                     | Brunnshusteatern, Helsingfors   |
| 1908 |                                      | Det nya systemet, eller Förbudslagen i Brackböle, Sommarfluga Axel Engdahl och Fritz Schéel |                     | Brunnshusteatern, Helsingfors   |
| 1908 | En skomakarepojke                    | Stabstrumpetaren Frans Hedberg                                                              | Thor Christiernsson | Brunnshusteatern, Helsingfors   |
| 1912 |                                      | En stockholmsflicka Oscar Wennersten                                                        |                     | Folkets hus teater              |
| 1919 |                                      | Mannen utan minne B. Decker och Robert Pohl                                                 | Otto Malmberg       | Folkteatern                     |
| 1919 |                                      | Bröderna Östermans huskors Oscar Wennersten                                                 |                     | Folkteatern                     |
| 1920 |                                      | Hennes lilla majestät Paul Lanzinger                                                        |                     | Folkteatern                     |
| 1920 |                                      | Barken Margareta Christian Bogø och J. Ravn-Jensen                                          |                     | Folkteatern                     |
| 1921 | Medverkande                          | Denna sida opp, revy Karl-Ewert och Karl Gerhard                                            | Olle Nordmark       | Folkteatern                     |
| 1921 | Klas Ekberg, brevbärareförman        | Vagnmakarns frieri Hjalmar Peters                                                           | Hjalmar Peters      | Folkteatern                     |
| 1921 |                                      | Hemslavinnor Christian Bogø och Axel Frische                                                | Hjalmar Peters      | Folkteatern                     |
| 1922 | Medverkande                          | Med Folkan för fosterlandet, revy Karl-Ewert och G.V. Nordensvan                            | Hjalmar Peters      | Folkteatern                     |
| 1922 |                                      | Hemslavinnor Christian Bogø och Axel Frische                                                | Hjalmar Peters      | Folkteatern                     |
| 1923 |                                      | Hemslavinnor Christian Bogø och Axel Frische                                                | Hjalmar Peters      | Folkteatern                     |
| 1923 |                                      | Frun av stånd och frun i ståndet Frans Hedberg                                              |                     | Folkteatern                     |
| 1923 | Lund, bokhållare                     | Svärmor i klämma Alfred Aatoft                                                              | Hjalmar Peters      | Folkteatern                     |
| 1923 | Förbom, gammal sjöman                | Jazzflugan Sven Rune                                                                        | Hjalmar Peters      | Folkteatern                     |
| 1924 | Ulrik                                | En gång om året Arthur Rebner                                                               | Carl Barcklind      | Folkteatern                     |
| 1924 | Frölin, hotellvärd                   | Högsta vinsten Hjalmar Peters                                                               | Hjalmar Peters      | Folkteatern                     |
| 1925 |                                      | Kärlek och landstorm Gideon Wahlberg och Walter Stenström                                   |                     | Tantolundens friluftsteater     |
| 1927 |                                      | Som i ungdomens vår Walter Kollo och Willy Bredschneider                                    | Arvid Petersén      | Södra Teatern                   |
| 1928 | Österman                             | Skärgårdsflirt Gideon Wahlberg                                                              |                     | Mosebacketeatern                |
| 1928 |                                      | Österlunds Hanna Frans Hedberg                                                              | Hjalmar Peters      | Tantolundens friluftsteater     |
| 1930 | Aurelius, advokat Olsson, brevbärare | Söderkåkar Gideon Wahlberg                                                                  | Hugo Jacobson       | Tantolundens friluftsteater     |
| 1931 | En detektiv                          | 33.333 Algot Sandberg                                                                       | Sigurd Wallén       | Folkteatern                     |
| 1934 | Kalle Krantz, handelsresande         | Johannis i Lillegår'n Gideon Wahlberg                                                       | Gideon Wahlberg     | Tantolundens friluftsteater     |
| 1935 |                                      | Grabbarna i 57:an Gideon Wahlberg                                                           |                     | Tantolundens friluftsteater     |
| 1936 | Medverkande                          | Heja folket, revy Harry Iseborg och Nisse Berggren                                          | Ragnar Klange       | Folkets hus teater              |
| 1937 | Johansson, verkmästare vid fabriken  | Här kommer jag Axel Frische och Fleming Lynge                                               | Ragnar Klange       | Folkets hus teater              |
| 1938 | Majoren                              | Kärlek och cirkus Gideon Wahlberg                                                           | Gideon Wahlberg     | Tantolundens friluftsteater     |
| 1938 |                                      | Stockholmsfilurer Gideon Wahlberg                                                           | Gideon Wahlberg     | Odeonteatern, Stockholm         |
| 1939 |                                      | Luftman & C:o Gideon Wahlberg                                                               |                     | Odeonteatern, Stockholm         |
| 1939 |                                      | Friar'n från Kisa Sigge Fischer                                                             |                     | Odeonteatern, Stockholm         |
| 1939 |                                      | Don Juan i 7:an Gideon Wahlberg                                                             | Gideon Wahlberg     | Odeonteatern, Stockholm         |
| 1939 |                                      | Kärlek och landstorm Gideon Wahlberg och Walter Stenström                                   | Gideon Wahlberg     | Odeonteatern, Stockholm         |
| 1940 |                                      | De tre malajerna Gideon Wahlberg                                                            |                     | Tantolundens friluftsteater     |
| 1941 |                                      | Söders tyrolare Gideon Wahlberg                                                             | Gideon Wahlberg     | Tantolundens friluftsteater     |
| 1942 |                                      | Sibyllan i 5:an Gideon Wahlberg                                                             | Gideon Wahlberg     | Tantolundens friluftsteater     |
| 1946 |                                      | Cirkus hela da'n Gideon Wahlberg                                                            | Werner Ohlson       | Tantolundens friluftsteater     |
| 1947 |                                      | Tänk om jag gifter mig med August Gideon Wahlberg och Werner Ohlson                         | Werner Ohlson       | Tantolundens friluftsteater     |

### Fotnoter
1. 1 2 3  ”Carl Ericson”. Svensk Filmdatabas. http://sfi.se/sv/svensk-filmdatabas/Item/?type=PERSON&itemid=59768&iv=BIOGRAPHY. Läst 16 augusti 2012.
2. ↑  SvenskaGravar
3. ↑  ”Brunnshusteatern”. Hufvudstadsbladet:  s. 6. 16 augusti 1908. https://digi.kansalliskirjasto.fi/sanomalehti/binding/767673?page=8. Läst 28 december 2024.
4. ↑  ”Från teatervärlden”. Åbo underrättelser:  s. 3. 5 maj 1942. https://digi.kansalliskirjasto.fi/sanomalehti/binding/2317018?page=3. Läst 28 december 2024.
5. ↑  ”'En Stockholmsflicka' på Folkets hus teater”. Dagens Nyheter:  s. 10. 20 oktober 1912. http://arkivet.dn.se/tidning/1912-10-20/15243/10. Läst 9 februari 2017.
6. ↑  ”Teater Musik”. Dagens Nyheter:  s. 6. 29 oktober 1919. http://arkivet.dn.se/arkivet/tidning/1919-10-29/284/6. Läst 16 mars 2016.
7. ↑  ”Teater Musik: Pjäsombyte på Folkteatern”. Dagens Nyheter:  s. 7. 27 november 1919. http://arkivet.dn.se/arkivet/tidning/1919-11-27/313/7. Läst 16 mars 2016.
8. ↑  ”Teater Musik”. Dagens Nyheter:  s. 6. 3 september 1920. http://arkivet.dn.se/arkivet/tidning/1920-09-03/237/6. Läst 16 mars 2016.
9. ↑  ”Teater Musik”. Dagens Nyheter:  s. 6. 26 oktober 1920. http://arkivet.dn.se/arkivet/tidning/1920-10-26/290/6. Läst 16 mars 2016.
10. ↑  Stig (2 januari 1921). ”Nyårsrevyernas debut: Premiär på åtta scener inför fullsatta hus : 'Denna sida opp' gör succès på Folkteatern”. Dagens Nyheter:  s. 1. http://arkivet.dn.se/arkivet/tidning/1921-01-02/1/1. Läst 18 mars 2016.
11. ↑  Bo Bergman (2 september 1921). ”'Vagnmakarens frieri' på Folkteatern: Premiären i går på Hjalmar Peters' lustspel”. Dagens Nyheter:  s. 7. http://arkivet.dn.se/arkivet/tidning/1921-09-02/235/7. Läst 18 mars 2016.
12. ↑  ”Teater Musik: Folkteatern”. Dagens Nyheter:  s. 9. 21 september 1921. http://arkivet.dn.se/arkivet/tidning/1921-09-21/254/9. Läst 18 mars 2016.
13. ↑  ”Folkteaterns nyårsrevy”. Dagens Nyheter:  s. 10. 12 januari 1922. http://arkivet.dn.se/arkivet/tidning/1922-01-12/10/10. Läst 18 mars 2016.
14. ↑  ”Teater och Musik”. Dagens Nyheter:  s. 12. 1 november 1923. http://arkivet.dn.se/arkivet/tidning/1923-11-01/297/12. Läst 18 mars 2016.
15. ↑  ”Teater och Musik: Folkteatern”. Dagens Nyheter:  s. 9. 14 november 1923. http://arkivet.dn.se/arkivet/tidning/1923-11-14/310/9. Läst 18 mars 2016.
16. ↑  ”Teater och Musik: Folkteatern”. Dagens Nyheter:  s. 10. 28 november 1923. http://arkivet.dn.se/arkivet/tidning/1923-11-28/324/10. Läst 18 mars 2016.
17. ↑  ”Teater och Musik: Folkteatern”. Dagens Nyheter:  s. 7. 29 december 1923. http://arkivet.dn.se/arkivet/tidning/1923-12-29/353/7. Läst 18 mars 2016.
18. ↑  ”Teater och Musik”. Dagens Nyheter:  s. 7. 22 februari 1924. http://arkivet.dn.se/arkivet/tidning/1924-02-22/52/7. Läst 29 augusti 2015.
19. ↑  ”Friluftsteatrarnas premiär”. Dagens Nyheter:  s. 9. 31 maj 1925. http://arkivet.dn.se/arkivet/tidning/1925-05-31/145/9. Läst 17 januari 2016.
20. ↑  ”Teater och Musik”. Dagens Nyheter:  s. 11. 28 augusti 1927. http://arkivet.dn.se/arkivet/tidning/1927-08-28/232/11. Läst 12 juni 2016.
21. ↑  ”Scen och Film”. Dagens Nyheter:  s. 11. 21 april 1928. http://arkivet.dn.se/arkivet/tidning/1928-04-21/108/11. Läst 21 september 2016.
22. ↑  ”Scen och Film”. Dagens Nyheter:  s. 12. 1 juni  1928. http://arkivet.dn.se/arkivet/tidning/1928-06-01/147/12. Läst 1 januari 2016.
23. ↑  ”Teater, Musik och Film”. Dagens Nyheter:  s. 11f. 19 juli 1930. http://arkivet.dn.se/arkivet/tidning/1930-07-19/192/8. Läst 2 januari 2016.
24. ↑  Oscar Rydqvist (29 augusti 1931). ”'33333' på Folkteatern”. Dagens Nyheter:  s. 6. https://arkivet.dn.se/sok/?searchTerm=&fromPublicationDate=1931-08-29&toPublicationDate=1931-08-29. Läst 3 januari 2016.
25. ↑  ”'Johannes i Lillegår'n' i Tantolunden”. Dagens Nyheter:  s. 20. 10 juni 1934. http://arkivet.dn.se/arkivet/tidning/1934-06-10/154/20. Läst 7 januari 2016.
26. ↑  ”Teater Musik Film: Tantolundens teater”. Dagens Nyheter:  s. 11. 8 juni 1935. http://arkivet.dn.se/arkivet/tidning/1935-06-08/154/11. Läst 8 januari 2016.
27. ↑  Ivar Norberg (2 januari  1936). ”Folkets hus teater: 'Heja, Folket!'”. Dagens Nyheter:  s. 18. http://arkivet.dn.se/arkivet/tidning/1936-01-02/1/18. Läst 28 december 2015.
28. ↑  ”Folkets hus teater”. Dagens Nyheter:  s. 10. 2 oktober 1937. http://arkivet.dn.se/arkivet/tidning/1937-10-02/267/10. Läst 10 februari 2016.
29. ↑  ”'Kärlek och cirkus' på Tantolundens teater”. Dagens Nyheter:  s. 10. 5 juni 1938. http://arkivet.dn.se/arkivet/tidning/1938-06-05/150/10. Läst 13 januari 2016.
30. ↑  ”Teater Musik Film: Odéonteatern”. Dagens Nyheter:  s. 13. 30 september 1938. http://arkivet.dn.se/arkivet/tidning/1938-09-30/265/13. Läst 13 januari 2016.
31. ↑  ”Teaterannons”. Dagens Nyheter:  s. 27. 31 december 1938. http://arkivet.dn.se/arkivet/tidning/1938-12-31/355/27. Läst 13 januari 2016.
32. ↑  ”Teater Musik Film: 'Friarn från Kisa' på Odeonteatern”. Dagens Nyheter:  s. 10. 12 mars 1939. http://arkivet.dn.se/arkivet/tidning/1939-03-12/69/10. Läst 16 januari 2016.
33. ↑  ”Teater Musik Film: 'Don Juan i 7:an' på Odéonteatern”. Dagens Nyheter:  s. 12. 8 oktober 1939. http://arkivet.dn.se/arkivet/tidning/1939-10-08/272/12. Läst 17 januari 2016.
34. ↑  ”Teater Musik Film: 'Kärlek och landstorm' på Odéonteatern”. Dagens Nyheter:  s. 14. 3 december 1939. http://arkivet.dn.se/arkivet/tidning/1939-12-03/328/14. Läst 17 januari 2016.
35. ↑  ”Friluftsteatrarna inför premiär”. Dagens Nyheter:  s. 10. 24 maj 1940. http://arkivet.dn.se/arkivet/tidning/1940-05-24/141/10. Läst 26 januari 2016.
36. ↑  ”Teater Musik Film: 'Söders tyrolare' i Tantolunden”. Dagens Nyheter:  s. 9. 1 juni 1941. http://arkivet.dn.se/arkivet/tidning/1941-06-01/146/9. Läst 30 januari 2016.
37. ↑  ”Teater Musik Film”. Dagens Nyheter:  s. 7. 3 juni 1942. http://arkivet.dn.se/arkivet/tidning/1942-06-03/147/7. Läst 31 januari 2016.
38. ↑  ”Teaterannons”. Dagens Nyheter:  s. 12. 7 juni 1946. http://arkivet.dn.se/arkivet/tidning/1946-07-07/181/12. Läst 7 februari 2016.
39. ↑  Lbk (8 juni 1947). ”'Tänk om jag gifter mig...' på Tantolundens teater”. Dagens Nyheter:  s. 11. http://arkivet.dn.se/arkivet/tidning/1947-06-08/151/10. Läst 10 februari 2016.